# Terminatore (biologia)
In biologia il terminatore è una sequenza in grado di bloccare la trascrizione di un gene. Il processo di trascrizione ha inizio in corrispondenza di un promotore, regione cui si lega la RNA polimerasi, un enzima in grado di catalizzare la polimerizzazione di un RNA a partire da uno stampo di DNA. 
Nel momento in cui la RNA polimerasi incontra a valle del gene in attiva trascrizione un terminatore, l'enzima si dissocia e l'RNA neosintetizzato viene liberato dall'ibrido DNA-RNA.
Nei procarioti esistono due tipi di terminatori:
- terminatore intrinseco o rho-indipendente: in questo sito l'oloenzima è in grado di terminare la trascrizione senza l'intervento di fattori esterni. La terminazione è causata dalla formazione di strutture secondarie intramolecolari nell'RNA nascente. Tali strutture, dette strutture a forcina, si formano per adesione di regioni complementari ed impediscono all'RNA polimerasi di procedere oltre. La struttura a forcina, chiamata anche stem-loop, caratterizzata da una lunghezza di 7-20 coppie di basi, presenta uno stelo (la regione in cui i due filamenti si appaiano per effetto della complementarità) ricco in coppie guanina-citosina molto stabili. Lo stelo è poi seguito da una serie (circa 6) di residui di uracile, che si appaiono debolmente alle adenine del DNA stampo.

Una proteina legata a RNA polimerasi (nusA) si lega saldamente alla struttura stem-loop, in modo da causare l'arresto temporaneo dell'enzima stesso. Tale pausa coincide con la trascrizione della sequenza di poli-uracile. I legami deboli adenina-uracile destabilizzano il duplex RNA-DNA, generando il rilassamento e la dissociazione dalla RNA polimerasi.
Le strutture stem-loop seguite da una sequenza di poli-uracile, possono causare l'arresto della RNA polimerasi; in genere però possono continuare la trascrizione data la stabilità del duplex.
- terminatore rho-dipendente: tale terminazione è controllata dalla capacità del fattore Rho di accedere all'RNA. A causa della presenza di un ribosoma che traduce l'mRNA, Rho non può caricarsi sull'RNA appena formato fino alla fine del gene o dell'operone. A quel punto il ribosoma non si muove più lungo l'mRNA e quindi il segmento di RNA appena formato che emerge dall'RNA polimerasi diventa accessibile a Rho. La RNA polimerasi si ferma sulla sequenza di terminazione grazie alla presenza di un sito specifico (Rho-sensibile) 100 nucleotidi a monte dal punto di legame per Rho. Quindi, la proteina Rho, una volta riconosciuta la sequenza di legame si lega all'RNA e risale la catena fino a raggiungere la RNA polimerasi.

I terminatori Rho-dipendenti sono stati scoperti nel genoma del batteriofago. 
Il fattore Rho (ρ) è un complesso proteico esamerico composto da subunità identiche a forma di anello con un dominio distinto di legame all'RNA e un dominio che lega l'ATP; l'attività elicasica ATP-dipendente gli consente di dissociare l'ibrido DNA-RNA. Questo fattore si lega in modo specifico a siti detti rut(da Rho utilization) all'estremità 5' dell'RNA appena formato. Il sito risulta essere a singola catena e si estende per circa 70 nucleotidi (a volte solo 8-10).
Diverse sequenze di legame per rho sono state scoperte ma non è stata evidenziata nessuna sequenza consenso; inoltre piccole mutazioni a livello della sequenza alterano il binding con la proteina. Tali siti sono ricchi in citosina, poveri in guanina e non formano strutture secondarie. 
In un processo dipendente da ATP, Rho scorre lungo l'RNA alla ricerca dell'RNA polimerasi la quale è ferma sulla struttura stelo-ansa del terminatore. Una volta raggiunta, Rho svolge il debole ibrido DNA-RNA provocando la terminazione della sintesi dell'RNA e il rilascio di tutti i componenti. 
Entrambi i terminatori inducono un arresto della RNA polimerasi, situazione necessaria perché si verifichi la terminazione.